# Sœurs de la Providence de Ruillé-sur-Loir
Les Sœurs de la Providence forment une congrégation catholique féminine de droit pontifical, fondée en 1806 à Ruillé-sur-Loir par l'abbé Jacques-François Dujarié. La congrégation a pour vocation le soin aux malades et l'enseignement des enfants. Elle est aujourd'hui implantée en France, en Angleterre, en Belgique, aux Pays-Bas, à Madagascar et au Sri Lanka. Leur devise est: « Deus Providebit ». La supérieure générale est la sœur Josette Bijloos.

## Historique
Le père Dujarié réunit autour de lui en 1806 des jeunes filles désireuses de relever les ruines de l'Église après la Révolution française et de se consacrer à l'enseignement des enfants et au soin des malades, mais ce n'est seulement qu'en 1820 qu'elles obtiennent un statut religieux grâce à Zoé Rolland du Roscoët. Elles peuvent alors prononcer les trois vœux habituels de pauvreté, obéissance et chasteté, auxquels elles ajoutent celui de l'assistance aux malades et de l'enseignement des enfants. Elle connaît un fort développement en 1822 sous la direction de Marie Lecor qui succède à Zoé Rolland du Roscoët et demeure supérieure générale, jusqu'en 1873, c'est-à-dire plus de cinquante ans! C'est elle qui envoie en 1840 la Mère Théodore Guérin et un groupe de religieuses du couvent de Ruillé-sur-Loir fonder en 1840 dans l'Indiana au nord des États-Unis, une nouvelle branche indépendante, les sœurs de la Providence de Saint Mary-of-the-Woods.
Elles ouvrent leur première mission à Ceylan (aujourd'hui Sri Lanka) en 1948, une autre à Madagascar en 1964.
Les lois anti-religieuses de la IIIe République française, obligent les religieuses à prendre le chemin de l'exil. Leurs biens sont confisqués et nationalisés en France. Aussi s'installent-elles en Angleterre en 1896, en Belgique en 1897 et en Hollande en 1902.
Les religieuses de la Providence reçoivent leur Decretum laudis le 30 septembre 1843, et leurs constitutions sont définitivement approuvées par le Saint-Siège, le 5 août 1881. Leur maison généralice est près du Mans à Ruillé-sur-Loir en France. La congrégation ne comptait plus que 377 sœurs (dont 306 en France) dans 76 maisons en 2008.
Ces religieuses sont également à l'origine de la création de l’école Notre Dame de la Providence, située face à l’Hôtel de Ville de Clermont-de-l'Oise où elles employèrent l'artiste peintre Séraphine Louis dite Séraphine de Senlis comme domestique.

## Fusion
- 2015 : Les Sœurs de la Providence de Sées fondées en 1704 à Goulet par Julien Lefebvre (1661-1733), curé de Goulet pour l'instruction des filles et le soin des malades. Elle est reconnue comme institut religieux de droit diocésain le 28 novembre 1719. La maison-mère est transférée à Sées l'année suivante. En 1921 la congrégation absorbe les dames de Marie de Longny-au-Perche[4].
  - Les Filles de Marie-Immaculée ou Dames de Marie fondées par l'abbé Delétang en 1845 pour le soin des malades et l'enseignement des enfants[5]. D'abord sans costume religieux, elles prennent l'habit en 1874 et reçoivent une règle approuvée par Charles-Frédéric Rousselet, évêque de Séez. Elles installent leur maison-mère à Longny-au-Perche[6], lieu de pèlerinage du Perche auprès de Notre-Dame-de-Pitié[7].

## Fédération Chemin d'Emmaüs
Le 21 février 2000, Rome approuve les statuts de la fédération "Chemin d’Emmaüs" qui regroupe quatre instituts :
- Les Sœurs de l'instruction chrétienne de Saint-Gildas-des-Bois
- Les Sœurs de la Providence de Saint André de Peltre
- Les Sœurs de la Providence de Ruillé-sur-Loir.
- Les Sœurs de la Providence de Sées décident en 2015 de fusionner avec la Providence de Ruillé-sur-Loir.

## Source
- (it) Cet article est partiellement ou en totalité issu de l’article de Wikipédia en italien intitulé « Suore della Provvidenza (Ruillé-sur-Loir) » (voir la liste des auteurs).